# Martilly

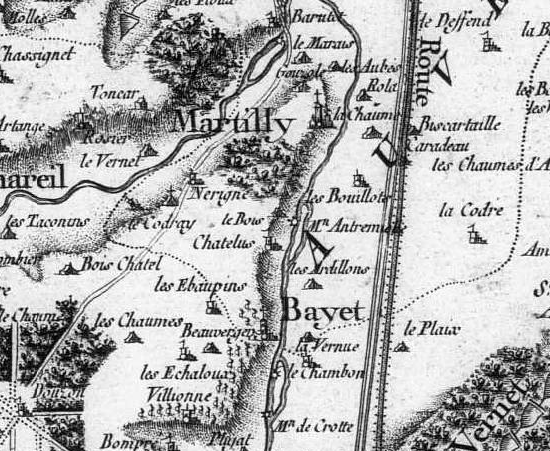
Karte von César François Cassini de Thury aus dem 18. Jahrhundert

Das Dorf Martilly war eine ehemals selbständige französische Gemeinde, die 1807 an die Gemeinde Bayet im Département Allier im Norden der Region Auvergne-Rhône-Alpes angeschlossen wurde. Martilly liegt circa eineinhalb Kilometer nördlich von Bayet.

## Bevölkerungsentwicklung
| Jahr                       | 1793 | 1800 | 1806 |
| Einwohner                  | 359  | 316  | 425  |
| Quellen: Cassini und INSEE |      |      |      |

## Sehenswürdigkeiten
- Motte, erbaut im 12. Jahrhundert